# Карл Зеро
Карл Зеро (фр. Karl Zéro; справжнє ім'я Марк Теллен фр. Marc Tellenne, нар. 6 серпня 1961, Екс-ле-Бен, Франція) — французький актор, режисер та сценарист.

## Кар'єра
Зеро відомий у себе на батьківщині — у Франції не тільки як журналіст, а й як автор документальних фільмів про життя політичних діячів. Всі картини про знаменитостей він об'єднав в серію під назвою «В шкірі …». У його доробку є фільми про Жака Ширака (2006), Ніколя Саркозі (2008), Джорджа Буша-молодшого (2008), Фіделя Кастро (2010), Володимира Путіна (2012), Кім Чен Ина (2014), Гілларі Клінтон (2016), Рамзана Кадирова (2018) та інших. Також був режисором і документальних фільмів про діячів мистецтва, зокрема Шарля Трене (2015), Іва Монтана (2016) та Майкла Джексона
Також записав два музичні альбоми. Перший з них випадково почув американський режисер Кріс Картер, який включає багато пісень альбому в 13 епізоді дев'ятого сезону свого серіалу «Цілком таємно», що мав назву «Неймовірно» (англ. Improbable).

## Дискографія

### CD
- 2001 — Songs for cabriolets y otros tipos de veiculos (Naïve Records)
- 2004 — Hifi Calypso (Naïve Records)